# Кую
Острів Кую — острів в архіпелазі Олександра на південному сході Аляски. Він розташований між островом Купреанова на сході та островом Баранова на заході. Острів — 105 км (65 миля) завдовжки та 10 до 23 км (6—14 миль) км завширшки. Він майже розрізаний на дві частини каналом Аффлека. Він має 1,936.16 км2 площі суходолу, що робить його 15-м за величиною островом США. Весь острів є частиною національного лісу Тонгас. Населення за переписом 2000 року становило 10 осіб. Він відокремлений від острова Баранова протокою Чатем.
Маяк мису Десіжн розташований на острові Кую. Також на острові є пустощ Кую та пустощ затоки Тебенкова.

## Історія
Уперше острів був нанесений на карту Джозефом Відбі та Джеймсом Джонстоном, двома людьми Джорджа Ванкувера під час його експедиції 1791-95 років, у 1793–94. Згодом, Джонстон довів його ізольованість.

## Галерея

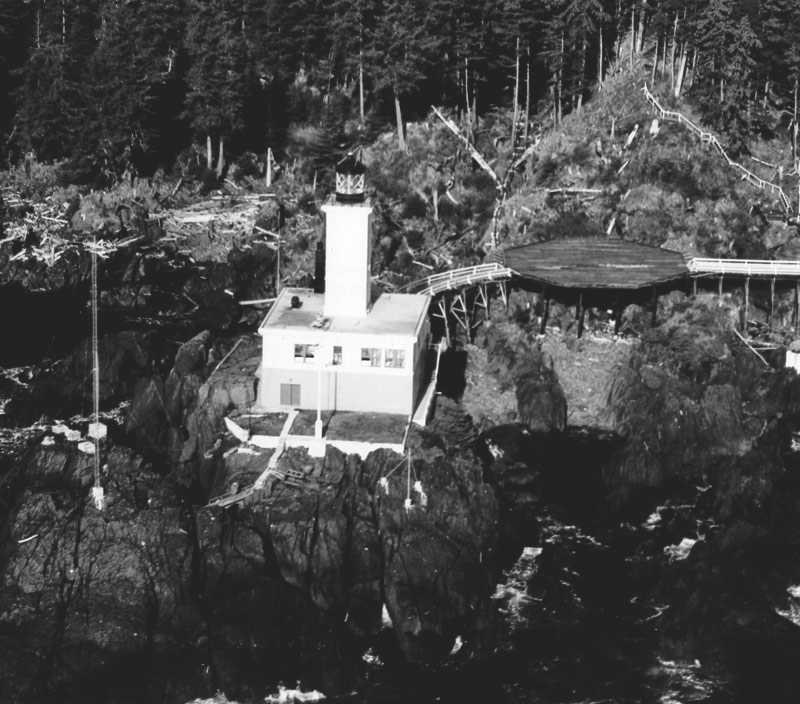
Мис Десіжн — маяк на острові Кую.
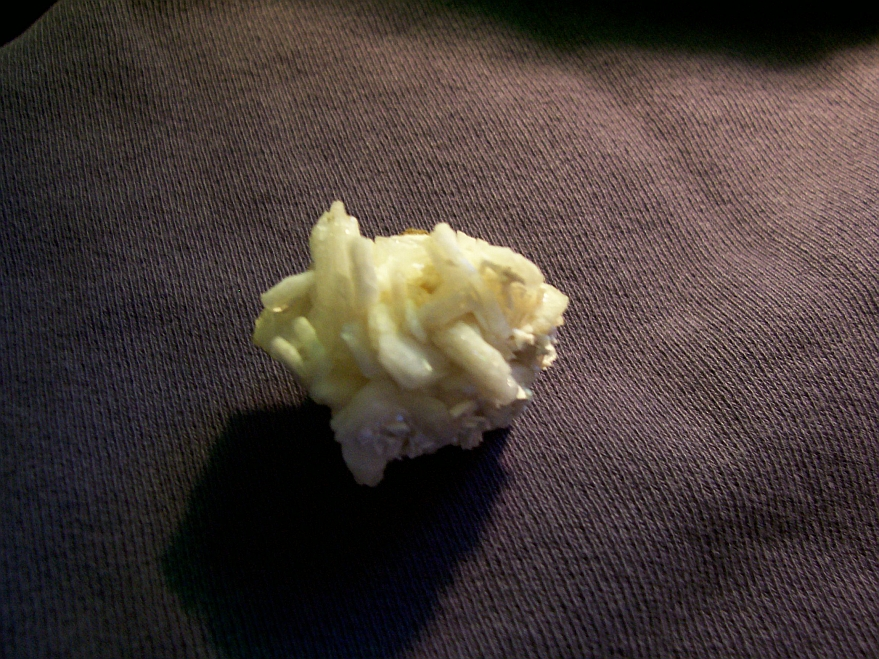
Барерит із Рокі-Пас, острів Кую.